# La Porte des secrets
Pour plus de détails, voir Fiche technique et Distribution.
La Porte des secrets ou La Clé des secrets au Québec (titre original : The Skeleton Key) est un film américano-allemand réalisé par Iain Softley, sorti en 2005.

## Synopsis
L'action du film se situe en Louisiane, dans les bayous. Une jeune femme diplômée infirmière, Caroline Ellis, cherche un emploi à temps plein. Elle répond à une petite annonce pour un poste d'infirmière à plein temps auprès d'un vieil homme grabataire.
Caroline va faire la connaissance de Violet Devereaux, la femme de Ben Devereaux, paralysé et devenu muet à la suite d'un accident survenu dans le grenier de la maison. Violet remet à Caroline une clé (the Skeleton Key) qui ouvre toutes les portes de la maison.
En fouinant dans le grenier, Caroline découvre un lieu secret ayant servi pour des séances de sorcellerie vaudou, occupé autrefois par un couple d'esclaves : le prédicateur Papa Justify et sa femme Mama Cecile…

## Fiche technique
- Titre français : La Porte des secrets
- Titre original : The Skeleton Key
- Titre québécois : La Clé des secrets
- Réalisation : Iain Softley
- Scénario : Ehren Kruger
- Photographie : Daniel Mindel
- Montage : Joe Hutshing
- Musique : Ed Shearmur
- Décors : John Beard
- Producteurs : Daniel Bobker, Michael Shamberg, Stacey Sher et Iain Softley
- Sociétés de production : Universal Pictures, ShadowCatcher Entertainment, Double Feature Films, Daniel Bobker Productions, Brick Dust Productions, MFPV Film
- Sociétés de distribution : Universal Pictures,  United International Pictures (UIP) (France)
- Pays :  États-Unis |  Allemagne
- Langue : Anglais, Français
- Budget :  43 000 000 US $
- Tournage : du 12 avril 2004 à octobre 2004
- Format : Noir et blanc + Couleur (Technicolor) — 35 mm — 2,39:1 — Son : DTS Dolby Digital
- Genre : Film dramatique, Film fantastique, Film d'horreur, Thriller
- Durée : 104 minutes (1 h 44)
- Dates de sortie :
  -  Royaume-Uni : 29 juillet 2005
  -  France : 3 août 2005
  -  États-Unis : 12 août 2005

## Distribution
- Kate Hudson (VF : Ingrid Donnadieu) : Caroline Ellis
- Gena Rowlands (VF : Paule Emanuele) : Violet Devereaux
- Peter Sarsgaard (VF : Guillaume Lebon) : Luke
- John Hurt : Ben Devereaux
- Joy Bryant (VF : Claire Beaudoin) : Jill
- Maxine Barnett : Mama Cynthia
- Fahnlohnee R. Harris : Hallie
- Marion Zinser : Une femme du Bayou
- Deneen Tyler : Infirmière
- Ann Dalrymple : C.N.A.
- Trula M. Marcus : Infirmière Trula
- Thomas Uskali : Robertson Thorpe
- Jen Apgar : Madeleine Thorpe
- Forrest Landis : Martin Thorpe
- Jamie Lee Redmon : Grace Thorpe
- Ronald McCall : Papa Justify
- Jeryl Prescott : Mama Cecile
- Isaach de Bankolé : Le propriétaire créole de la station d'essence

## Box-office
- États-Unis : 47 907 715 dollars [2]
- France : 375 467 entrées[3]
- Mondial : 92 907 715 dollars [2]